# Hajdu Imre (ügyvéd)
Hajdú Imre (Túrkeve, 1801. február 17. – Túrkeve,  1873. augusztus 22.) magyar jogász, mecénás, politikus.

## Családja
Túrkeve meghatározó nemesi családjából származott. Apja Hajdu Ferenc. Házasságot nem kötött, gyermektelenül halt meg. Unokaöccse Hajdu Ignác országgyűlési képviselő

## Életpályája
A Debreceni Református Kollégiumban tanult, jogi végzettséget szerzett és szülővárosában folytatott ügyvédi gyakorlatot.
Fontos szerepet játszott a túrkevei református egyház életében. Éveken keresztül volt presbiter.
Mint amatőr író, alapító tagja volt 1860-ban alakult  Magyar Protestáns Irodalmi Társulatnak. 

## Mecénási tevékenysége

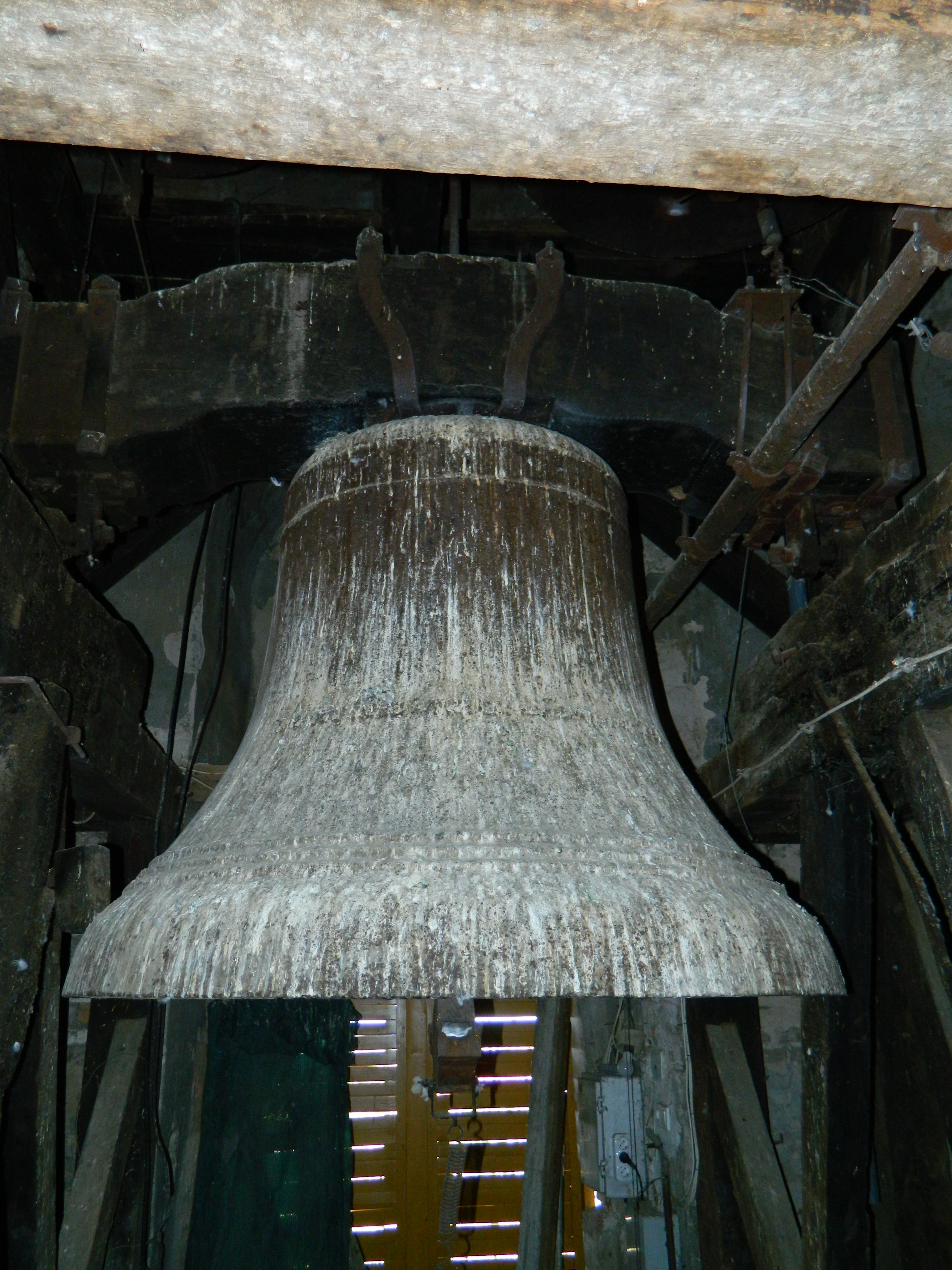
A túrkevei református templom unikális acélharangja.

- 1858-ban a saját költségén, az 1847-ben megnagyobbított Túrkevei Református templom részére, 3 új acélharang öntetését vállalta  A harangokat el is készítették Bochumban . A 3 új harang, egy 1706 kg-os nagyharang és a két kisebb (1022 kg és 563 kg) felhúzására 1859. augusztus 20-án került sor. Mindhárom harangon az alábbi felirat olvasható: „N.T. Hajdú Imre a túrkevei református egyháznak 1858”.[2]
- Alapítványt hozott létre 200 forint alaptőkével tehetséges túrkevei diákok támogatására a Debreceni Református Főiskola Gimnáziumában.[3]
- 1000 forintos adománnyal támogatta a Magyar Tudományos Akadémiát[4]
- Végrendeletében 200 aranyt adományozott az emigrációban élő Kossuth Lajos és családja számára amely összeget Kossuth tisztelettel el is fogadott.[5]